# تپه ابوقریب ۱
تپه ابوقریب ۱ مربوط به هزاره سوم و ۴ قبل از میلاد است و در شهرستان دهلران، بخش موسیان، دهستان دشت عباس، روستای ابوقریب واقع شده و این اثر در تاریخ ۱۵ دی ۱۳۸۷ با شمارهٔ ثبت ۲۴۰۳۷ به‌عنوان یکی از آثار ملی ایران به ثبت رسیده است.